# Municipio di Wiltz
Il Municipio di Wiltz (in francese hôtel de ville de Wiltz, in lussemburghese Stadhaus Wolz) è un edificio storico, sede municipale della città di Wiltz in Lussemburgo.

## Storia
L'edificio venne eretto nel 1880 dall'industriale e futuro borgomastro Eugène Thilges come villa privata.
È classificato come monumento nazionale dal 21 aprile 2017.

## Descrizione
L'edificio presenta uno stile eclettico.